# Honolulu, Havaji
Honolulu (dob. »Mirni zaliv«) je glavno in največje mesto ameriške zvezne države Havaji z okoli 350.000 prebivalci. Čeprav se izraz Honolulu nanaša predvsem na urbano območje na jugovzhodni obali otoka Oahu, je mesto Honolulu hkrati tudi okrožje in upravno obsega celoten otok.
Honolulu je sodobno ameriško mesto s številnimi stolpnicami z razvitim gospodarstvom, predvsem turizmom. Ob mestu leži znamenito vojaško oporišče Pearl Harbor, prizorišče enega ključnih dogodkov v drugi svetovni vojni, ko je japonska vojska z letali napadla oporišče, kar je bil povod za vstop ZDA v vojno.
Honolulu je rojstni kraj nekdanjega predsednika Združenih držav Amerike Baracka Obame.